# Cosmotoma suturalis
Cosmotoma suturalis là một loài bọ cánh cứng trong họ Cerambycidae.